# 24 Heures du Mans 1980
Navigation
Édition précédente Édition suivante
Les 24 Heures du Mans 1980 sont la 48e édition de l'épreuve et se déroulent les 14 et 15 juin 1980 sur le circuit de la Sarthe. Cette course est la septième manche du Championnat du monde des voitures de sport 1980 (WSC - World Sportscar Championship).
Associé à Jean-Pierre Jaussaud, le pilote-constructeur Jean Rondeau remporte l'épreuve. Il est encore aujourd'hui le seul pilote-constructeur vainqueur des 24 Heures du Mans.

## Nombre de pilotes qualifiés pour la course
Pour cette édition 1980 des 24 Heures du Mans, 144 pilotes dont trois femmes prennent part à la course.
| 59 Français        | 20 Américains | 19 Britanniques | 14 Allemands   | 9 Italiens |
| 7 Belges           | 5 Suisses     | 2 Portoricains  | 2 Vénézuéliens | 1 Argentin |
| 1 Australien       | 1 Autrichien  | 1 Finlandais    | 1 Irlandais    | 1 Japonais |
| 1 Liechtensteinois |               |                 |                |            |

## Déroulement de la course

### Classements intermédiaires
| Pos. | Après la 1re heure | Après la 1re heure                                                                 | Après 6 heures | Après 6 heures                                                              | Après 12 heures | Après 12 heures                                                              | Après 18 heures | Après 18 heures                                                              |
| Pos. | n°                 | Voiture / Pilotes                                                                  | n°             | Voiture / Pilotes                                                           | n°              | Voiture / Pilotes                                                            | n°              | Voiture / Pilotes                                                            |
| ---- | ------------------ | ---------------------------------------------------------------------------------- | -------------- | --------------------------------------------------------------------------- | --------------- | ---------------------------------------------------------------------------- | --------------- | ---------------------------------------------------------------------------- |
| 1    | 45                 | Gelo Racing Team Porsche 935 (Gr.5 / +2.0) Wollek - Kelleners                      | 15             | Jean Rondeau Rondeau M379 (Gr.6 / +2.0) Pescarolo - Ragnotti                | 9               | Equipe Liqui Moly - Martini Racing Porsche 908/80 (Gr.6 / +2.0) Ickx - Joest | 9               | Equipe Liqui Moly - Martini Racing Porsche 908/80 (Gr.6 / +2.0) Ickx - Joest |
| 2    | 84                 | BMW Motorsport GmbH / Dominique Lacaud BMW M1 (IMSA) Stuck - Lacaud - Bürger       | 70             | Dick Barbour Racing Porsche 935 K3 (IMSA) Fitzpatrick - Redman - Barbour    | 16              | Le Point Jean Rondeau Rondeau M379 (Gr.6 / +2.0) Rondeau - Jaussaud          | 16              | Le Point Jean Rondeau Rondeau M379 (Gr.6 / +2.0) Rondeau - Jaussaud          |
| 3    | 15                 | Jean Rondeau Rondeau M379 (Gr.6 / +2.0) Pescarolo - Ragnotti                       | 16             | Le Point Jean Rondeau Rondeau M379 (Gr.6 / +2.0) Rondeau - Jaussaud         | 70              | Dick Barbour Racing Porsche 935 K3 (IMSA) Fitzpatrick - Redman - Barbour     | 70              | Dick Barbour Racing Porsche 935 K3 (IMSA) Fitzpatrick - Redman - Barbour     |
| 4    | 70                 | Dick Barbour Racing Porsche 935 K3 (IMSA) Fitzpatrick - Redman - Barbour           | 45             | Gelo Racing Team Porsche 935 (Gr.5 / +2.0) Wollek - Kelleners               | 17              | Belga Jean Rondeau Rondeau M379 (GTP) Spice - Martin - Martin                | 17              | Belga Jean Rondeau Rondeau M379 (GTP) Spice - Martin - Martin                |
| 5    | 42                 | Gozzy Kremer Racing Porsche 935 K3 (Gr.5 / +2.0) Ikuzawa - Stommelen - Plankenhorn | 41             | Porsche Kremer Racing Porsche 935 K3 (Gr.5 / +2.0) Field - Ongais - Lafosse | 8               | Alain de Cadenet De Cadenet-Lola LM (Gr.6 / +2.0) de Cadenet - Migault       | 7               | WM Esso WM P79/80 (GTP) Saulnier - Bousquet - Morin                          |

### Classement final de la course

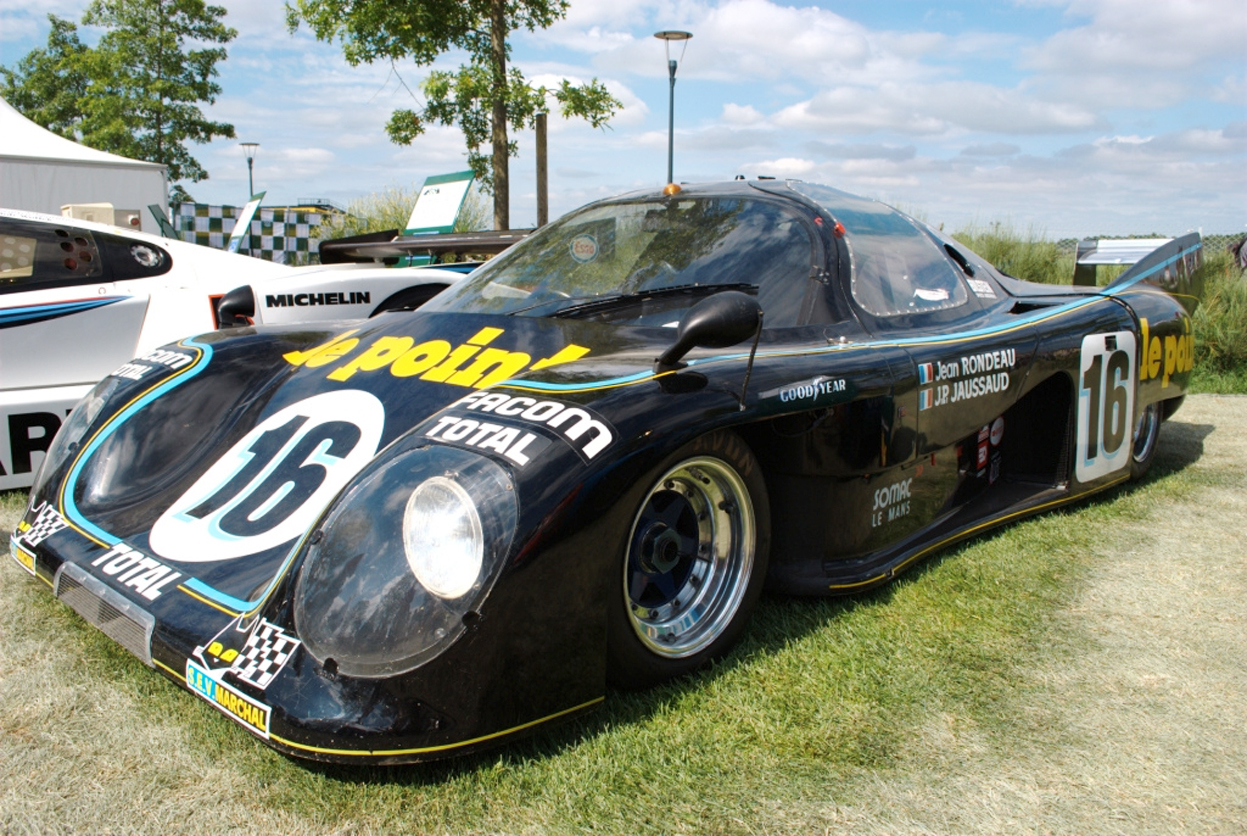
La Rondeau M379, victorieuse de l'édition 1980.

Voici le classement officiel au terme des 24 heures de course.
- Les vainqueurs de chaque catégorie sont signalés par un fond jauni.
- Pour la colonne Pneus, il faut passer le curseur au-dessus du modèle pour connaître le manufacturier de pneumatiques.

| Pos. | Catégorie | N° | Écurie                                   | Pilotes                                                     | Châssis Moteur                                       | Pneus | Tours |
| ---- | --------- | -- | ---------------------------------------- | ----------------------------------------------------------- | ---------------------------------------------------- | ----- | ----- |
| 1    | Gr.6 +2.0 | 16 | Le Point Jean Rondeau                    | Jean Rondeau Jean-Pierre Jaussaud                           | Rondeau M379 Ford Cosworth DFV 3.0L V8               | G     | 338   |
| 2    | Gr.6 +2.0 | 9  | Equipe Liqui Moly - Martini Racing       | Jacky Ickx Reinhold Joest                                   | Porsche 908/80 Porsche 2.1L Turbo Flat-6             | D     | 336   |
| 3    | GTP       | 17 | Belga Jean Rondeau                       | Gordon Spice Philippe Martin Jean-Michel Martin             | Rondeau M379 Ford Cosworth DFV 3.0L V8               | G     | 329   |
| 4    | GTP       | 5  | WM Esso                                  | Guy Fréquelin Roger Dorchy                                  | WM P79/80 Peugeot PRV 2.7L Turbo V6                  | M     | 316   |
| 5    | IMSA      | 70 | Dick Barbour Racing                      | John Fitzpatrick Brian Redman Dick Barbour                  | Porsche 935 K3 Porsche Type-935 3.2L Turbo Flat-6    | G     | 316   |
| 6    | GTP       | 4  | Porsche System                           | Manfred Schurti Jürgen Barth                                | Porsche 924 Carrera GT Porsche 2.0L Turbo I4         | D     | 316   |
| 7    | Gr.6 +2.0 | 8  | Alain de Cadenet                         | Alain de Cadenet François Migault                           | De Cadenet-Lola LM Ford Cosworth DFV 3.0L V8         | D     | 313   |
| 8    | Gr.5 +2.0 | 49 | Velga Racing Team                        | Harald Grohs Dieter Schornstein                             | Porsche 935 Porsche Type-935 3.0L Turbo Flat-6       | D     | 313   |
| 9    | IMSA      | 73 | JLP Racing                               | John Paul Sr. John Paul Jr. Guy Edwards                     | Porsche 935 JLP-2 Porsche Type-935 3.0L Turbo Flat-6 | G     | 312   |
| 10   | IMSA      | 76 | JMS Racing Charles Pozzi                 | Jean Xhenceval Pierre Dieudonné Hervé Regout                | Ferrari 512BB/LM Ferrari 4.9L Flat-12                | M     | 312   |
| 11   | GTP       | 6  | WM Esso                                  | Jean-Daniel Raulet Max Mamers                               | WM P79/80 Peugeot PRV 2.7L Turbo V6                  | M     | 311   |
| 12   | GTP       | 2  | Porsche System                           | Andy Rouse Tony Dron                                        | Porsche 924 Carrera GT Porsche 2.0L Turbo I4         | D     | 310   |
| 13   | GTP       | 3  | Porsche System                           | Derek Bell Al Holbert                                       | Porsche 924 Carrera GT Porsche 2.0L Turbo I4         | D     | 305   |
| 14   | IMSA      | 83 | BMW France                               | Didier Pironi Dieter Quester Marcel Mignot                  | BMW M1 BMW M88 3.5L I6                               | D     | 293   |
| 15   | IMSA      | 84 | BMW Motorsport GmbH Dominique Lacaud     | Hans-Joachim Stuck Dominique Lacaud Hans-Georg Bürger       | BMW M1 BMW M88 3.5L I6                               | D     | 283   |
| 16   | Gr.4      | 93 | Thierry Perrier                          | Thierry Perrier Roger Carmillet                             | Porsche 911SC Porsche 4.6L Flat-6 (Ethanol)          | K     | 280   |
| 17   | Gr.6 -2.0 | 25 | ROC - Société Yacco                      | Bruno Sotty Dominique Laurent Philippe Hesnault             | Chevron B36 ROC-Talbot 2.0L I4                       | G     | 276   |
| 18   | Gr.6 -2.0 | 23 | ROC - Société Yacco                      | Michel Dubois Christian Debias Florian Vetsch               | Lola T298 ROC-Talbot 2.0L I4                         | G     | 272   |
| 19   | Gr.5 -2.0 | 53 | Jolly Club - Lancia Corse                | Carlo Facetti Martino Finotto                               | Lancia Beta Montecarlo Lancia 1.4L Turbo I4          | P     | 272   |
| 20   | IMSA      | 89 | Hervé Poulain                            | Dany Snobeck Hervé Poulain Pierre Destic                    | Porsche 935 Porsche Type-935 3.0L Turbo Flat-6       | D     | 272   |
| 21   | IMSA      | 86 | Z & W Enterprises Inc.                   | Ernesto Soto Mark Hutchins Pierre Honnegger                 | Mazda RX-7 Mazda 12A 2.3L 2-Rotor                    | G     | 266   |
| 22   | Gr.6 -2.0 | 29 | Dorset Racing Associates                 | Peter Clark Nick Mason Martin Birrane (en)                  | Lola T297 Ford Cosworth BDG 2.0L I4                  | D     | 263   |
| 23   | IMSA      | 78 | EMKA Productions                         | Steve O'Rourke Richard Down Simon Phillips                  | Ferrari 512BB/LM Ferrari 4.9L Flat-12                | D     | 262   |
| 24   | Gr.4      | 90 | Georges Bourdillat                       | Georges Bourdillat Alain-Michel Bernhard Pascal Ennequin    | Porsche 934 Porsche 3.0L Turbo Flat-6                | M     | 248   |
| 25   | Gr.6 +2.0 | 12 | Dome Co. Ltd.                            | Chris Craft Bob Evans                                       | Dome RL80 Ford Cosworth DFV 3.0L V8                  | D     | 246   |
| Abd. | GTP       | 7  | WM Esso                                  | Serge Saulnier Jean-Louis Bousquet Denis Morin              | WM P79/80 Peugeot PRV 2.7L Turbo V6                  | M     | 264   |
| Abd. | Gr.6 -2.0 | 27 | Michel Elkoubi / Primagaz                | Patrick Perrier Pierre Yver                                 | Lola T298 BMW 2.0L I4                                | G     | 255   |
| Abd. | Gr.4      | 94 | Equipe Alméras Frères                    | Jacques Alméras Jean-Marie Alméras Marianne Hoepfner        | Porsche 934 Porsche 3.3L Turbo Flat-6                | M     | 251   |
| Abd. | IMSA      | 69 | Racing Associates Inc.                   | Bob Akin Ralph Kent-Cooke Paul Miller (de)                  | Porsche 935 K3 Porsche Type-935 3.0L Turbo Flat-6    | G     | 237   |
| Abd. | IMSA      | 95 | BMW Zol-Auto                             | François Sérvanin Laurent Ferrier Pierre-François Rousselot | BMW M1 BMW M88 3.5L I6                               | G     | 237   |
| Abd. | Gr.5 +2.0 | 43 | Malardeau Kremer Racing                  | Xavier Lapeyre Jean-Louis Trintignant Anne-Charlotte Verney | Porsche 935 K3 Porsche Type-935 3.0L Turbo Flat-6    | D     | 217   |
| Abd. | Gr.5 +2.0 | 45 | Gelo Racing Team                         | Bob Wollek Helmut Kelleners                                 | Porsche 935 Porsche Type-935 3.2L Turbo Flat-6       | P     | 191   |
| Abd. | Gr.5 +2.0 | 42 | Gozzy Kremer Racing                      | Tetsu Ikuzawa Rolf Stommelen Axel Plankenhorn (de)          | Porsche 935 K3 Porsche Type-935 3.0L Turbo Flat-6    | D     | 167   |
| Abd. | Gr.4      | 80 | Diego Febles Racing                      | Armando Gonzales Diego Febles Francisco Romero              | Porsche 934 Porsche 3.0L Turbo Flat-6                | G     | 164   |
| Abd. | Gr.5 +2.0 | 44 | Charles Ivey Racing                      | Peter Lovett Dudley Wood John Cooper (de)                   | Porsche 935 K3 Porsche Type-935 3.0L Turbo Flat-6    | D     | 158   |
| Abd. | Gr.6 -2.0 | 28 | Scuderia Torino Corse                    | Lella Lombardi Mark Thatcher                                | Osella PA8 BMW 2.0L I4                               | P     | 157   |
| Abd. | Gr.4      | 91 | ASA Cachia                               | Christian Bussi (de) Bernard Salam Cyril Grandet            | Porsche 934 Porsche 3.0L Turbo Flat-6                | D     | ?     |
| Abd. | IMSA      | 85 | Sun System Whittington Brothers Racing   | Hurley Haywood Don Whittington Dale Whittington (en)        | Porsche 935 K3 Porsche Type-935 3.0L Turbo Flat-6    | G     | ?     |
| Abd. | GTX       | 96 | Garage du Bac                            | Frédéric Alliot Jacques Guérin                              | BMW M1 BMW M88 3.5L I6                               | D     | ?     |
| Abd. | IMSA      | 77 | JMS Racing Charles Pozzi                 | Jean-Claude Andruet Claude Ballot-Léna                      | Ferrari 512BB/LM Ferrari 4.9L Flat-12                | M     | ?     |
| Abd. | IMSA      | 71 | Dick Barbour Racing                      | Bobby Rahal Bob Garretson Allan Moffat                      | Porsche 935 K3 Porsche Type-935 3.0L Turbo Flat-6    | G     | ?     |
| Abd. | Gr.6 +2.0 | 1  | André Chevalley Racing                   | Patrick Gaillard François Trisconi André Chevalley          | ACR 80 (Lola T380) Ford Cosworth DFV 3.0L V8         | G     | 126   |
| Abd. | Gr.6 +2.0 | 15 | Jean Rondeau                             | Henri Pescarolo Jean Ragnotti                               | Rondeau M379 Ford Cosworth DFV 3.0L V8               | G     | 124   |
| Abd. | Gr.5 +2.0 | 41 | Porsche Kremer Racing                    | Ted Field Danny Ongais Jean-Louis Lafosse                   | Porsche 935 K3 Porsche 3.0L Turbo Flat-6             | D     | 89    |
| Abd. | Gr.6 -2.0 | 22 | Hubert Striebig                          | Michel Pignard Mario Ketterer Hubert Striebig               | TOJ SM01 BMW 2.0L I4                                 | D     | 79    |
| Abd. | IMSA      | 75 | JMS Racing Charles Pozzi                 | Lucien Guitteny Gérard Bleynie                              | Ferrari 512BB/LM Ferrari 4.9L Flat-12                | M     | 47    |
| Abd. | IMSA      | 82 | March Racing Ltd.                        | Manfred Winkelhock Patrick Nève Michael Korton              | BMW M1 BMW M88 3.5L I6                               | D     | ?     |
| Abd. | Gr.5 +2.0 | 46 | Meccarillos Racing                       | Claude Haldi Bernard Béguin Volkert Merl                    | Porsche 935 Porsche Type-935 2.9L Turbo Flat-6       | D     | 37    |
| Abd. | Gr.6 -2.0 | 24 | ROC - Société Yacco                      | Marc Sourd Bernard Verdier                                  | Lola T298 ROC-Talbot 2.0L I4                         | G     | 27    |
| Abd. | Gr.5 -2.0 | 52 | Scuderia Lancia Corse                    | Piercarlo Ghinzani Markku Alén Gianfranco Brancatelli       | Lancia Beta Montecarlo Lancia 1.4L Turbo I4          | P     | 26    |
| Abd. | IMSA      | 79 | Scuderia Supercar Bellancauto            | Spartaco Dini Fabrizio Violati Maurizio Micangeli           | Ferrari 512BB/LM Ferrari 4.9L Flat-12                | M     | 10    |
| Abd. | IMSA      | 68 | Racing Associates Inc.                   | Skeeter McKitterick Charles Mendez (de) Leon Walger         | Porsche 935 K3 Porsche Type-935 3.0L Turbo Flat-6    | G     | 9     |
| Abd. | IMSA      | 72 | Wynn's International Dick Barbour Racing | Robert Kirby Mike Sherwin Bob Harmon                        | Porsche 935 K3 Porsche Type-935 3.0L Turbo Flat-6    | G     | 7     |
| Abd. | Gr.6 -2.0 | 20 | Jean-Philippe Grand                      | Jean-Philippe Grand Yves Courage                            | Chevron B36 BMW 2.0L I4                              | G     | 6     |
| Abd. | Gr.5 -2.0 | 51 | Scuderia Lancia Corse                    | Hans Heyer Bernard Darniche Teo Fabi                        | Lancia Beta Montecarlo Lancia 1.4L Turbo I4          | P     | 6     |

## Pole position et record du tour
- Pole position : Henri Pescarolo & Jean Ragnotti sur no 15 Rondeau M379 - Jean Rondeau - Temps moyen des deux pilotes : 3 min 45 s 2 (217,822 km/h).
- Meilleur temps aux essais : John Fitzpatrick sur no 70 Porsche 935 K3 - Dick Barbour Racing en 3 min 40 s 2 (222,768 km/h).
- Meilleur tour en course : Jacky Ickx sur no 9 Porsche 908/80 - Martini Racing - Liqui Moly en 3 min 40 s 6 (222,364 km/h) au soixante-dix-neuvième tour.
- Contrairement aux années précédentes, l'ordre de la grille de départ a été déterminé en fonction de la moyenne des temps réalisés par chaque pilote, et non pas suivant le temps du pilote le plus rapide. C'est donc la Rondeau no 15 de Pescarolo (meilleur tour en 3 min 44 s 2) et de Ragnotti (meilleur tour en 3 min 46 s 2), créditée du meilleur temps moyen, qui s'octroie la pole position. Auteur du meilleur temps absolu (meilleur tour en 3 min 40 s 2), la Porsche no 70 de Fitzpatrick - Redman - Barbour n'a obtenu que le second temps moyen en 3 min 48 s 4, Redman et Barbour n'ayant pu approcher la performance de Fitzpatrick[2].

## Leaders par heure
Voitures figurant en tête de l'épreuve à la fin de chaque heure de course :
| n° | Voiture        | Écurie              | Pilotes                                    | Heures            | Total     |
| -- | -------------- | ------------------- | ------------------------------------------ | ----------------- | --------- |
| 45 | Porsche 935    | Gelo Racing         | Bob Wollek Helmut Kelleners                | 1re à 3e          | 3 heures  |
| 9  | Porsche 908/80 | Martini Racing      | Jacky Ickx Reinhold Joest                  | 4e à 5e 11e à 18e | 10 heures |
| 15 | Rondeau M379B  | Jean Rondeau        | Henri Pescarolo Jean Ragnotti              | 6e à 7e           | 2 heures  |
| 70 | Porsche 935 K3 | Dick Barbour Racing | John Fitzpatrick Brian Redman Dick Barbour | 8e à 9e           | 2 heures  |
| 16 | Rondeau M379B  | Jean Rondeau        | Jean Rondeau Jean-Pierre Jaussaud          | 10e 19e à 24e     | 7 heures  |

## À noter
- Longueur du circuit : 13,626 km
- Distance parcourue : 4 608,020 km
- Vitesse moyenne : 192,000 km/h
- Écart avec le 2e : 24,714 km
- 160 000 spectateurs